# セレクトマン
セレクトマン（英 selectman）は、アメリカ合衆国ニューイングランド地域の行政機構における主要な官吏。理事、村務委員、長老とも。
タウンミーティングが重要事項を決定する立法機能を持つのに対し、理事会（セレクトマン）は常勤の官吏による行政機能を持つ。
セレクトマンは市民の中から選ばれる。マサチューセッツ州の場合タウンごとに少なくとも年一回開催される住民総会（タウンミーティング）での投票により、理事（セレクトマン）が3名または5名または7名選出される。理事会は月2回ほど開催され、政策立案の機能を担い、タウンミーティングの議題を作成する。